# Dinarmus acutus
Dinarmus acutus ist ein Hautflügler in der Familie Pteromalidae. Die Art wurde 1878 von dem schwedischen Entomologen Carl Gustaf Thomson als Dimachus acutus erstbeschrieben. Sie ist die Typusart der Gattung Dinarmus.

## Merkmale
Die Erzwespen sind olivgrün bis schwarzbraun gefärbt. Die Weibchen sind etwa 3,7 mm lang, die Männchen etwa 2,2 mm.
Ashmead beschrieb 1904 die Gattung basierend auf der Typusart wie folgt.
Die 13-gliedrigen Fühler weisen zwei Ringglieder (Anelli) auf. Das Pronotum ist deutlich separiert. Die Fühler sind in der Mitte des Gesichts eingelenkt. Die Stigmen sind groß und annähernd linear.
Für die Weibchen gilt zusätzlich: Die Spitze der fadenförmigen Fühler ist normal, nicht stachelförmig endend. Das erste Geißelglied ist kurz. Der Clypeus weist am Apex eine mediane Kerbe auf. Der Metathorax ist nicht lang und ohne einen medianen Kiel.
Für die Männchen gilt zusätzlich: Die Fühler sind lang. Der Metathorax ist ohne einem medianen Kiel, seitliche Falten sind vorhanden.

## Verbreitung
Dinarmus acutus kommt in vielen Teilen der Welt vor, darunter in der Paläarktis (Europa, Nordafrika, Zentralasien), in der Afrotropis, in der Nearktis und in der Orientalis.

## Lebensweise
Dinarmus acutus ist ein solitärer Ektoparasitoid von Larven aus der Familie der Samenkäfer (Bruchidae). Die Wirte entwickeln sich in den Samen von Hülsenfrüchtlern (Fabaceae). Das Weibchen legt ein Ei an die äußere Körperhülle des Wirts innerhalb des Pflanzensamens ab. Die Parasitenlarve heftet sich an ihren Wirt und entwickelt sich dort, wobei sie ihren Wirt von außen frisst. Nach der Verpuppung verlässt die adulte Erzwespe den Samen, indem sie ein Loch in dessen Hülle frisst. In Ägypten wurden zwei Generationen im Jahr beobachtet, eine kleinere im Herbst sowie eine größere im Frühjahr. Die Männchen erscheinen gewöhnlich 2–3 Tage vor den Weibchen.
Die Entwicklung umfasst drei Larvenstadien. Bei Studien in Ägypten betrug die Entwicklungsdauer vom Ei bis zur Imago ungefähr 24 Tage für die nicht-überwinternde Generation und 10 Monate für die überwinternde Generation. Im dritten Larvenstadium findet gewöhnlich die Überwinterung in Form einer Diapause statt. Studien von Dinarmus acutus für den Einsatz zur biologischen Schädlingsbekämpfung wurden in verschiedenen Ländern durchgeführt.
Folgende Wirtsarten von Dinarmus acutus sind bekannt:
- Acanthoscelides fraterculus
- Acanthoscelides griseolus
- Acanthoscelides macrophthalmus
- Acanthoscelides perforatus
- Bruchidius siliquastri
- Bruchidius terrenus
- Bruchidius villosus – Ginstersamenkäfer
- Bruchus brachialis
- Bruchus rufimanus – Ackerbohnenkäfer
- Bruchus rufipes

## Taxonomie
Synonyme von Dinarmus acutus sind:
- Bruchobius arachnephaga Risbec, 1951
- Dibrachoides acutus (Thomson, 1878)
- Dinarmus arachnephaga Risbec, 1951
- Dinarmus bifoveolatus Delucchi, 1956
- Dinarmus kollari (Dalla Torre, 1898)
- Dinarmus mayri (Masi, 1924)
- Dinarmus robustus Walker, 1847
- Pteromalus kollari Dalla Torre, 1898
- Pteromalus robustus Walker, 1847
- Sphaerakis mayri Masi, 1924